# Цеммер
Цеммер (нем. Zemmer) — община в Германии, в земле Рейнланд-Пфальц. 
Входит в состав района Трир-Саарбург. Подчиняется управлению Трир-Ланд.  Население составляет 2836 человек (на 31 декабря 2010 года). Занимает площадь 24,38 км².
Город подразделяется на 4 городских района.